# Forcola di Livigno
La Forcola di Livigno (2.315 m s.l.m.; la Fórcola in dialetto livignasco, pronunciato [la ˈfoʁkola]; Fuorcla da Livign in romancio) è un valico alpino situato nelle Alpi Retiche occidentali in prossimità del confine italo-svizzero, percorso dalla strada che collega il comune italiano di Livigno (in zona extradoganale) e quello grigionese di Poschiavo.

## Caratteristiche
Presso il passo stesso sorge la dogana italiana, in quanto il passo si trova sul confine. La dogana svizzera si trova invece più a valle, in prossimità della congiunzione con la strada cantonale che sale al passo del Bernina. Il versante italiano, che sale da Livigno, non presenta alcun tornante e i lunghissimi rettilinei vengono intervallati da brevi falsopiani. La strada non si affaccia direttamente su nessun monte di particolare rilievo. L'altro versante presenta un andamento più tortuoso ma consente, a tratti, di ammirare alcuni monti retici.
Il passo ha la particolarità di mettere in comunicazione una valle a sud delle Alpi ma che è di competenza politica elvetica (la Val Poschiavo, appartenente al bacino dell'Adda) con una valle situata a nord delle Alpi ma che è politicamente italiana (la Val di Livigno, appartenente al bacino dell'Inn). Il Passo del Predil condivide la stessa particolarità. Dal punto di vista orografico divide in due le Alpi di Livigno.